# القرى (الجوف)
القرى هي إحدى قرى الجمهورية اليمنية. وهي تتبع جغرافيًا لمحافظة الجوف. وإداريًا لمديرية رجوزه. يبلغ تعداد سكانها 1334 نسمة حسب الإحصاء الذي جرى عام 2004.